# Wexner Foundation

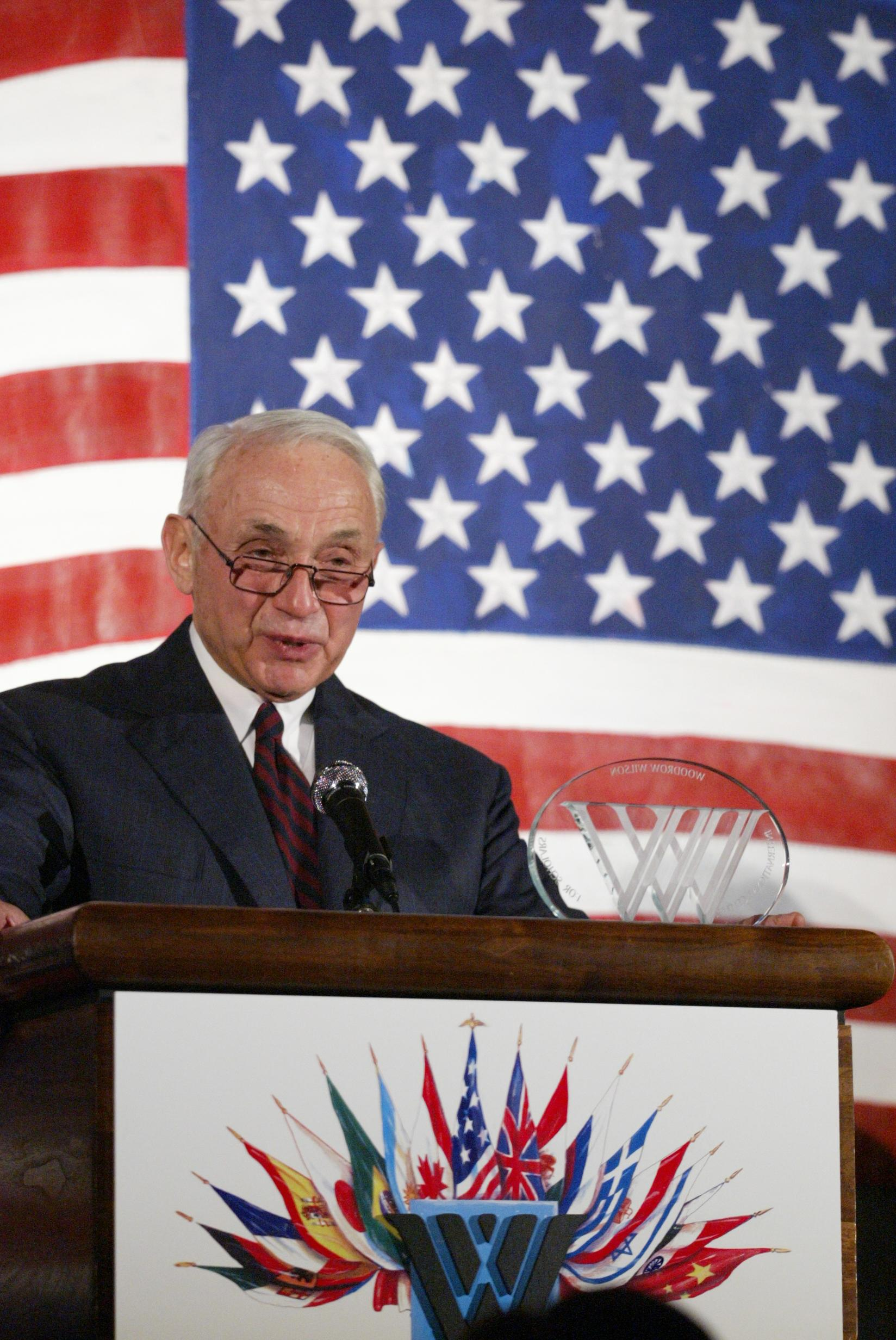
Leslie Wexner recebe o Prêmio Woodrow Wilson de Cidadania Corporativa

A Wexner Foundation concentra-se no desenvolvimento de líderes profissionais e voluntários judeus na América do Norte e líderes públicos em Israel. Fundada por Leslie Wexner, CEO da Limited Brands e sua esposa, Abigail Wexner, a sede está localizada em New Albany, Ohio, com escritórios adicionais em Nova Iorque e em Jerusalém. Além dos principais programas de liderança, a Wexner Foundation apoia outras instituições de caridade judaicas em nível local, nacional e internacional.

## História
No início dos anos 80, Leslie Wexner, CEO da Limited Brands, decidiu que o que a comunidade judaica e Israel mais precisava era de líderes mais fortes. Quando organizações judaicas estabelecidas demonstraram relativamente pouco interesse em investir no desenvolvimento de líderes, Les decidiu assumir a missão com sua filantropia privada.
Originalmente, Les fundou duas organizações separadas para prosseguir esta missão: A Wexner Heritage Foundation criou o Wexner Heritage Program para fortalecer líderes voluntários. A Wexner Foundation criou a Wexner Graduate Fellowship, para líderes judeus profissionais emergentes, e a Wexner Israel Fellowship, para funcionários públicos israelenses em meio de carreira. Nos anos 90, Abigail Wexner juntou-se ao marido Les na criação da visão filantrópica Wexner em seus papéis como presidentes. Em 2003, as duas fundações se fundiram e, desde então, a Wexner Foundation dirige seus programas como uma organização unificada sob a liderança de Abigail e Les. A Fundação também adicionou novos programas para expandir sua missão de fortalecer líderes judeus. Desde 2013, a Wexner Foundation lançou quatro programas adicionais: Wexner Service Corps (2013), Wexner Field Fellowship (2013), Wexner Leaders Senior (2014) e The Wexner Summit (2015).
O primeiro dos principais programas da Fundação foi fundado em 1985. Leslie Wexner e o rabino Herbert A. Friedman, ex-CEO do National United Jewish Appeal, estabeleceram o Programa de Herança Wexner. A declaração de missão deste programa, de acordo com o site da Wexner Foundation, é "educar líderes comunitários judeus na história, pensamento, tradições e desafios contemporâneos do povo judeu".
Em 1988, o Wexner Graduate Fellowship Program foi fundado pela Wexner Foundation. Ele concede bolsas de estudos a vinte indivíduos excepcionais na América do Norte que desejam obter diplomas em educação judaica, liderança judaica, estudos rabínicos ou estudos de cantorados. A missão deste programa é "incentivar candidatos promissores a enfrentar com êxito os desafios da liderança judaica profissional na comunidade judaica norte-americana".
O Wexner Israel Fellowship Program foi criado em 1989. É uma parceria entre a Wexner Foundation e a Escola de Governo John F. Kennedy da Universidade Harvard. O programa seleciona anualmente até dez funcionários públicos israelenses e/ou líderes sem fins lucrativos para participar de seminários de liderança enquanto cursam o mestrado em Administração Pública (MPA) no meio da carreira na Kennedy School. O objetivo deste programa, de acordo com o sítio da Wexner Foundation, é "fornecer à próxima geração de líderes públicos de Israel treinamento avançado em gestão pública e desenvolvimento de liderança, melhorando assim a qualidade da democracia e a vitalidade institucional do setor público de Israel".
A sede da Wexner Foundation está localizada em New Albany, Ohio. Os escritórios menores da Wexner Foundation podem ser encontrados em Nova Iorque e Israel. O presidente da Wexner Foundation é o rabino B. Elka Abrahamson.

## Controvérsias
Em abril de 2003, vazou um relatório de pesquisa da Wexner Foundation, intitulado Wexner Analysis: Israeli Communication Priorities 2003. O documento foi preparado pela Luntz Research Companies e pelo Israel Project. O documento era um documento de relacionamento público que fornecia estratégias de comunicação para os apoiadores americanos de Israel, especialmente os da mídia, sobre como influenciar a opinião pública dos EUA em favor de Israel no conflito entre israelenses e palestinos e como vincular os interesses de Israel aos de Israel. os Estados Unidos. Foi considerado controverso, pois foi visto como uma campanha de comunicação secreta para influenciar o público americano e mostrou uma falta de boa fé na resolução do conflito.
Em outubro de 2018, o repórter israelense Erel Segal e agências de notícias como a mida relataram que 2,3 milhões de dólares foram transferidos para Ehud Barak por trabalho desconhecido entre 2004 e 2006 pela Wexner Foundation, que descreveu a transferência de dinheiro como pagamento para pesquisas.
Em 29 de outubro, Maariv (através de sua estação de rádio israelense) informou que Ehud Barak recebeu os fundos enquanto ele era cidadão privado e a transferência de fundos está sob investigação.
No entanto, em 6 de novembro, foi apresentado um pedido de investigação pelo procurador-geral de Israel. No dia seguinte, foi relatado que, contrariamente às reivindicações iniciais, os fundos de Wexner haviam sido transferidos para Ehud Barak, enquanto ele talvez não fosse uma pessoa particular.
Jeffrey Epstein, o financista americano e criminoso sexual condenado, foi administrador da fundação de 1992 a 2007. Epstein, de acordo com o New York Times, mantinha "uma influência incomumente forte sobre o Sr. Wexner" e "conquistou o título de presidente do escritório financeiro da família Wexner". Ainda assim, uma revisão "independente" de dezoito páginas conduziu o escritório de advocacia Kegler, Brown - como as entidades de Wexner também com sede em Columbus, Ohio - afirmou que "Epstein não desempenhou papel significativo no orçamento, finanças ou processos contábeis da Fundação" e que "Epstein desempenhou Nenhuma função na operação das bolsas de estudos ou outros programas da Fundação". Este relatório levantou questões próprias, ainda que inter-relacionadas, sobre a liderança e supervisão de Wexner e da fundação por ex-alunos e graduados. Se curadores como Epstein "assinaram ações que autorizavam a nomeação de oficiais e curadores da Fundação" (segundo Kegler), a fundação também foi questionada de maneira semelhante à maneira como Wexner permitiu (usar as palavras de Yehuda Kurtzer) "muitas das comportamentos que continuamos lendo sobre isso ocorreram em algumas das empresas sob a liderança de Les?".
Em 23 de junho de 2020, o Miami Herald informou que Howard Cooper, advogado de Alan Dershowitz, admitiu no tribunal dois dias antes da posse de documentos e depoimentos de uma mulher que testemunhou que foi "traficada" para Wexner e outros.